# Alice S. Whittemore
Pour les articles homonymes, voir Whittemore.
Alice Segers Whittemore est une épidémiologiste, biostatisticienne et universitaire américaine qui étudie les effets de la génétique et du mode de vie sur le cancer. Elle est professeure émérite à l'université Stanford et a été présidente de la Société biométrique internationale.  

## Éducation et carrière
Alice Whittemore fait des études de mathématiques pures au Marymount Manhattan College, où elle obtient son diplôme, puis elle prépare un doctorat à l'université de la ville de New York et soutient en 1967 une thèse sur les sous-groupes de Frattini sous la direction de Gilbert Baumslag.  
Elle est professeure de mathématiques au Hunter College, et s'intéresse à l'épidémiologie et aux statistiques. Elle bénéficie d'une bourse d'études à l'université de New York, sous le mentorat de Joseph Keller, qu'elle épouse. Le couple s'installe à Stanford en 1978,. Whittemore est nommée professeure au Département de la recherche et des politiques de la santé, où elle est chef de l'épidémiologie de 1997 à 2001, puis coprésidente du département. Elle est professeure émérite de l'université Stanford.

## Contributions
Une des études de Whittemore a trouvé un lien entre les médicaments liés à la fertilité et le cancer de l'ovaire, particulièrement fort chez les femmes qui ont été traitées avec les médicaments mais qui n'ont pas réussi à concevoir.  

## Prix et distinctions
En 1992, Whittemore est élue membre de l'Association américaine pour l'avancement des sciences. Elle est également membre de la Société américaine de statistique et membre de la National Academy of Medicine.  
En 2004, elle reçoit le prix Janet L. Norwood pour les réalisations exceptionnelles d'une femme en sciences statistiques,. En 2010, la section Statistiques en épidémiologie de la Société américaine de statistique lui décerne le Nathan Mantel Lifetime Achievement Award. 
Elle est lauréate du prix Florence Nightingale David du Comité des présidents de sociétés statistiques en 2005 et de la Conférence Fisher en 2016 « pour ses contributions fondamentales à la biostatistique et à l'épidémiologie, couvrant un large éventail de sujets allant de l'évaluation des risques environnementaux à l'analyse des liens génétiques, aux études d'associations génétiques et à l'épidémiologie du cancer; pour avoir apporté ses connaissances statistiques et mathématiques à la collecte et à l'interprétation des données scientifiques; pour son leadership dans de grands consortiums d'études sur le cancer; et pour avoir été un modèle pour de nombreux jeunes scientifiques ».  

## Publications
- (en) A.S. Whittemore, E.L. Korn, « Asthma and air pollution in the Los Angeles area », American Journal of Public Health, vol. 70, no 7,‎ juillet 1980, p. 687–696 (PMID 7386702, PMCID 1619475, DOI 10.2105/ajph.70.7.687).
- (en) A. S. Whittemore, A.H. Wu-Williams, M. Lee, Z. Shu, R.P. Gallagher, J. Deng-ao, Z. Lun, W. Xianghui, C. Kun, D. Jung, C.Z. Teh, L. Chengde, X.J. Yao, R.S. Paffenbarger, B.E. Henderson, « Diet, Physical Activity, and Colorectal Cancer Among Chinese in North America and China », JNCI Journal of the National Cancer Institute, vol. 82, no 11,‎ juin 1990, p. 915–926 (PMID 2342126, DOI 10.1093/jnci/82.11.915).
- (en) A.S. Whittemore & J. Halpern, « A Class of Tests for Linkage Using Affected Pedigree Members », Biometrics, vol. 50, no 1,‎ mars 1994, p. 118 (DOI 10.2307/2533202, JSTOR 2533202).
- (en) A. S. Whittemore & al., « Prostate Cancer in Relation to Diet, Physical Activity, and Body Size in Blacks, Whites, and Asians in the United States and Canada », JNCI Journal of the National Cancer Institute, vol. 87, no 9,‎ mai 1995, p. 652–661 (PMID 7752270, DOI 10.1093/jnci/87.9.652).
- (en) A.S. Whittemore, G. Gong & J. Intyre, « Prevalence and contribution of BRCA1 mutations in breast cancer and ovarian cancer: results from three U.S. population-based case-control studies of ovarian cancer », The American Journal of Human Genetics, vol. 60, no 3,‎ mars 1997, p. 496–504 (PMID 9042908, PMCID 1712497).
- (en) Teri A. Manolio et al., « Finding the missing heritability of complex diseases », Nature, vol. 461, no 7265,‎ octobre 2009, p. 747–753 (PMID 19812666, PMCID 2831613, DOI 10.1038/nature08494, Bibcode 2009Natur.461..747M).